# Лукавица Ријека (Добој Исток)
Лукавица Ријека је насељено мјесто у општини Добој-Исток, Босна и Херцеговина.

## Историја
До рата, Лукавица Ријека је у цјелини била у саставу општине Добој.

## Становништво
|           | 2013.          | 1991.         | 1981.         | 1971.         |
| Укупно    | 1 037 (100,0%) | 983 (100,0%)  | 894 (100,0%)  | 695 (100,0%)  |
| Бошњаци   | 1 034 (99,71%) | 981 (99,80%)1 | 894 (100,0%)1 | 694 (99,86%)1 |
| Остали    | 2 (0,193%)     | 2 (0,203%)    | –             | –             |
| Муслимани | 1 (0,096%)     | –             | –             | –             |
| Хрвати    | –              | –             | –             | 1 (0,144%)    |

1. 1 На пописима од 1971. до 1991. Бошњаци су пописивани углавном као Муслимани.